# Pero Dorado de Galicia
Pero Dorado de Galicia es el nombre de una variedad cultivar de manzano (Malus domestica). Esta manzana estuvo cultivada en la colección de la Estación Experimental Aula Dei (Zaragoza). Esta manzana es una variedad de manzanas antiguas autóctonas de la provincia de Orense, actualmente ha descendido su interés comercial donde tenía su principal ámbito de cultivo en Galicia.

## Sinónimos
- "Manzana Pero Dorado de Galicia",[5][7][8]
- "Maceira Pero Dorado de Galicia".

## Historia
La variedad de manzana 'Pero Dorado de Galicia' tiene su origen en la Provincia de Orense de la comunidad autónoma de Galicia.
Variedad que ha bajado su interés comercial en la provincia de Orense con respecto a periodos anteriores donde tuvo una gran difusión, que ha sido desplazado su cultivo por las nuevas variedades selectas foráneas que se distribuyen por los grandes circuitos de comercialización.

## Características
El manzano de la variedad 'Pero Dorado de Galicia' tiene un vigor medio; porte enhiesto, con vegetación muy tupida, hoja pequeña; tubo del cáliz pequeño, triangular o en embudo de tubo corto, y con los estambres situados en su mitad.
La variedad de manzana 'Pero Dorado de Galicia' tiene un fruto de tamaño medio; forma cilíndrica o bien ovada, más alta que ancha, se estrecha en los dos polos y bruscamente en el inferior que le caracteriza, con contorno a veces hexagonal; piel más bien fuerte; con color de fondo amarillo-limón, importancia del sobre color nulo, acusa un punteado abundante, ruginoso, entremezclado con rayas enmarañadas, y con una sensibilidad al "russeting" (pardeamiento áspero superficial que presentan algunas variedades) débil; pedúnculo pequeño, hasta rozar los bordes, generalmente fino, semi-curvado, con pequeño engrosamiento en el extremo, anchura de la cavidad peduncular estrecha, profundidad cavidad pedúncular poco profunda, bordes irregulares, de tangente inclinada, chapa ruginosa cobriza que se desborda ampliamente fuera de la cavidad, y con una importancia del "russeting" en cavidad peduncular fuerte; anchura de la cavidad calicina regularmente estrecha, profundidad de la cavidad calicina levemente profunda, bordes poco ondulados o con mamelonado, levantando un lado más que otro quedando el plano inclinado, fondo fruncido, y con importancia del "russeting" en cavidad calicina débil; ojo entre pequeño y medio, cerrado o semiabierto; sépalos muy compactos en su nacimiento o suavemente agrietados en forma de haz o con las puntas vueltas hacia fuera y, con frecuencia, enmarañados con los estambres.
Carne de color blanca y crema, con fibras amarillas; textura crujiente, poco jugosa; sabor dulzón y a veces muy levemente acidulado; corazón alargado; eje abierto; celdas alargadas, cartilaginosas con o sin rayas lanosas; semillas variadas en forma y tamaño.
La manzana 'Pero Dorado de Galicia' tiene una época de maduración y recolección muy tardía, en invierno, su recolección se lleva a cabo a mediados de diciembre. Se usa como manzana de mesa fresca de mesa y en la cocina. Aguanta conservación en frío hasta cuatro meses.